# Holzstoß
Der Holzstoß war ein Volumenmaß im ehemals preußischen Breslau. 
Das Maß beschrieb direkt die Brennholzmenge für Klafterholz. Es war das einzige Maß, das mit Holzstoß bezeichnet wurde. Andere Maße, die eine Menge in Form eines Holzstoßes beschrieben, hatten eigenständige Bezeichnungen, wie beispielsweise das Volumenmaß Carro.
- 1 Holzstoß = 454 5/9 Pariser Kubikfuß = 15,581 Kubikmeter[1]